# Philip Roth
Philip Milton Roth (n. 19 martie 1933, Newark, New Jersey, SUA – d. 22 mai 2018, New York City, New York, SUA) a fost un romancier evreu american, câștigător a patru mari premii literare: ,,National Book Critics Circle Award" pentru ,,Patrimoniu" (1991), ,,PEN/Faulkner Award" pentru ,,Operațiunea Shylock" (1993), ,,National Book Award" pentru ,,Sabbath's Theater" (1995), Premiul Pulitzer pentru ,,Pastorala americană" (1997). Și-a câștigat de timpuriu faima în lumea literară cu colecția Goodbye, Columbus din 1959 și cu bestseller-ul ,,Complexul lui Portnoy" din 1969. Un alt roman celebru al autorului este ,,Pata Umană" (The Human Stain), ecranizat în 2003 de către Robert Benton.
Pentru romanul ,,Complotul împotriva Americii" din 2005, în care se derulează consecvent scenariul fictiv al unei apropieri politice dintre o Americă guvernată de Charles Lindbergh și Germania nazistă a anilor '40, Roth a primit premiul Societății Istoricilor Americani pentru ,,un roman istoric excepțional pe tema Americii anilor 2003-2004".

## Biografie
Născut la Newark, New Jersey, în prima generație de evrei emigranți, Roth a fost un romancier profund autobiografic, iar lunga sa carieră de succes a avut o perioadă târzie de mare creativitate. Copilăria, educația, precum și relațiile sale au fost o sursă importantă de inspirație pentru proza sa.
La jumătatea carierei, Roth a încercat să depășească limita dintre ficțiune și realitate, scriind adesea romane ce includ un narator imaginar pe nume Philip Roth. După ce a supraviețuit cancerului în anii 1990, a avut o revenire spectaculoasă scriind mai multe romane considerate capodopere, în mare parte narate de alter ego-urile sale imaginare, Nathan Zuckerman și David Kapesh.

## Scrieri
- 1959 Goodbye Columbus
- 1962 Letting Go
- 1967 When She Was Good
- 1969 Portnoy's Complaint
- 1971 Our Gang Starring Tricky and His Friends
- 1972 The Breast
- 1973 The Great American Novel
- 1974 My Life As a Man (Viața mea de bărbat, rom. Horia Florian Popescu, Ed. Polirom 2008, ISBN 978-973-46-1111-9)
- 1975 Reading Myself And Others (Essays)
- 1977 The Professor of Desire
1979 The Ghost Writer
1981 Zuckerman Unbound
1983 The Anatomy Lesson
1985 Epilogue: The Prague Orgy
- 1987 The Counterlife
- 1988 The Facts. A Novelist’s Autobiography
- 1993 Deception
- 1991 Patrimony. A True Story
- 1993 Operation Shylock. A Confession (Operațiunea Shylock, rom. Anca Dan, Ed. Polirom 2008, ISBN 978-973-46-0715-0)
- 1995 Sabbath’s Theater
1997 American Pastoral (Pastorala americană, rom. Polirom 2009, ISBN )
1998 I Married a Communist (M-am măritat cu un comunist, rom. Polirom 2004, ISBN 973-681-489-0)
2000 The Human Stain (Pata umana, rom. Polirom 2003, ISBN 973-681-242-1)
- 2001 The Dying Animal  (Animal pe moarte, rom. Polirom 2004, ISBN 973-46-0220-9)
- 2001 Shop Talk
- 2004 The Plot Against America : A Novel (Complotul împotriva Americii, rom. Fraga Cusin, Ed.Polirom 2006, ISBN 973-46-0180-6)
- 2006 Everyman  (Poveste lui  Orișicine, în rom. de Fraga Cusin, Ed.Polirom 2007, ISBN 978-973-46-0483-8)
- 2007 Exit Ghost (Fantoma iese din scenă, rom. Polirom 2010, ISBN 978-973-46-1612-1)
- 2008 Indignation (Indignare, rom. Polirom , ISBN) [31]
- 2009 The Humbling
- 2010 Nemesis

## Premii și nominalizări
- 1960 National Book Award pentru Goodbye, Columbus[32]
- 1975 National Book Award finalist pentru My Life As A Man
- 1978 NBCCA finalist pentru The Professor Of Desire
- 1980 Pulitzer Prize finalist pentru The Ghost Writer[33]
- 1980 National Book Award finalist pentru The Ghost Writer
- 1980 NBCCA finalist pentru The Ghost Writer
- 1984 National Book Award finalist pentru The Anatomy Lesson
- 1984 NBCCA finalist pentru The Anatomy Lesson
- 1986 National Book Critics Circle Award (NBCCA) pentru The Counterlife
- 1986 National Book Award finalist pentru The Counterlife
- 1991 National Book Critics Circle Award (NBCCA) pentru Patrimony
- 1994 PEN/Faulkner Award pentru Operation Shylock
- 1994 Pulitzer Prize finalist pentru Operation Shylock[33]
- 1995 National Book Award pentru Sabbath's Theater[34]
- 1994 Pulitzer Prize finalist pentru Sabbath's Theater[33]
- 1998 Premiul Pulitzer pentru American Pastoral[33]
- 1998 NBCCA finalist pentru American Pastoral
- 1998 Ambassador Book Award of the English-Speaking Union pentru I Married a Communist
- 1998 National Medal of Arts
- 2000 Prix du Meilleur Livre Étranger (France) pentru American Pastoral
- 2001 Franz Kafka Prize
- 2001 PEN/Faulkner Award pentru The Human Stain
- 2001 Gold Medal In Fiction din partea The American Academy of Arts and Letters
- 2001 WH Smith Literary Award pentru The Human Stain
- 2002 Medal for Distinguished Contribution to American Letters din partea National Book Foundation[35]
- 2002 Premiul Médicis pentru literatură străină (Franța) pentru The Human Stain
- 2003 Doctor honoris causa din partea Harvard University
- 2005 NBCCA finalist pentru The Plot Against America
- 2005 Sidewise Award pentru Alternate History for The Plot Against America
- 2005 James Fenimore Cooper Prize pentru Best Historical Fiction for The Plot Against America
- 2005 Nominare pentru Man Booker International Prize
- 2006 PEN/Nabokov Award pentru lifetime achievement
- 2007 PEN/Faulkner Award pentru Everyman
- 2007 PEN/Saul Bellow Award pentru Achievement in American Fiction
- 2010 Paris Review's Hadada Prize
- 2011 Man Booker International Prize
- 2012 Prince of Asturias Awards pentru literatură[36]